# 명정 범죄
명정 범죄(酩酊犯罪)는 범죄자가 만취한 상태에서 하는 범죄이다. 따라서 우발범이 많은 데 만취해서 지나가던 행인과 시비가 붙어 근처 음식점에 들어가 칼을 들고 와서 상대를 찔러서 살인죄나 상해죄를 범하거나 술김에 아가씨의 몸을 마구 더듬어서 강제추행죄를 범하는 것과 같다.

## 명정 범죄의 종류
- 자초 명정 범죄
- 비자초 명정 범죄